# Pueblo Viejo de Mequinenza
El Pueblo Viejo de Mequinenza (Poble Vell de Mequinensa en catalán) era un lugar situado en la provincia de Zaragoza, en la confluencia de los ríos Ebro, Segre y Cinca. La población tendría una población estimada de 3.500 habitantes a principios de siglo XX y sus vecinos trabajaban principalmente en la extracción de lignito de las minas y en el transporte de carbón en barcazas por el Ebro conocidas como "llauts". En 1936 había 16 llauts matriculados en Mequinenza que transportaban entre 18 y 30 toneladas de carga.

## Historia
Los orígenes de la población parecen remontarse a la época musulmana con la llegada de la tribu bereber de los Miknasa que fundaron aquí un asentamiento y una torre defensiva. El topónimo de la población procede del nombre de la tribu bereber. Algunos historiadores han considerado que puede ser también el oppidum romano de Octogesa, que Julio César sitúa en su obra "La guerra civil". 
La población tenía una retícula irregular de origen musulmán aunque contó con diversas ampliaciones fuera de las murallas a medida que la población crecía. La antigua Mequinenza era un puerto fluvial básico en el curso de los ríos Ebro, Segre y Cinca ya que estaba situada estratégicamente en su confluencia. El castillo de Mequinenza, de origen medieval y uno de los mejores que el arte gótico legó a la Corona de Aragón presidía la silueta de la villa a orillas del Ebro desde la Edad Media.
La construcción de la presa de Ribarroja supuso la desaparición de la mayor parte del casco urbano y en consecuencia el trágico final de una villa milenaria. Si bien las aguas del embalse no llegaron a cubrir al completo la población, si que anegaron la mayor parte de huertas de ribera, más fértiles y productivas que el resto, y una importante parte de la población. Después de muchas protestas dentro del franquismo, los vecinos de Mequinenza consiguieron una indemnización y se derribó el pueblo por completo a excepción del edificio del grupo escolar María Quintana que hoy en día acoge los Museos de Mequinenza.   
La desaparición del trazado urbano supuso un cambio de vida radical para sus vecinos que además de abandonar sus casas y presenciar su derribo, veían también como se hundía una economía basada en la industria, la minería del carbón y la navegación fluvial.

## Descripción
El pueblo se asentaba en una ladera a lo largo de la orilla del Ebro y a los pies del castillo. Poseía dos plazas principales: la Plaza de Armas (en catalán Plaça d'Armes) y la Plaza del Ayuntamiento (en catalán Plaça de l'Ajuntament).

## Nueva Mequinenza
Mequinenza renació de nuevo debido a la tenacidad y el esfuerzo de sus habitantes a escasos kilómetros del anterior casco urbano junto a las aguas del Segre y del Cinca. La nueva población, mucho más moderna y turística, se ha convertido en un referente mundial del turismo activo, recibiendo visitantes de todo el mundo.

## En la cultura popular
- En 'Camino de sirga', la novela más popular del escritor mequinenzano Jesús Moncada, se relata con maestría un episodio que ha marcado para siempre el recuerdo de los vecinos del Pueblo Viejo de Mequinenza.